# آورلو میگل
آورلو میگل (پرتغالی: Aurélio Miguel؛ زادهٔ ۱۰ مارس ۱۹۶۴) جودوکار اهل برزیل بود.
او در مسابقات کشوری و بین‌المللی در مجموع برندهٔ ۱ مدال طلا، ۲ مدال نقره، ۲ مدال برنز شده‌است.